# Citharichthys stampflii
Citharichthys stampflii is een straalvinnige vissensoort uit de familie van schijnbotten (Paralichthyidae). De wetenschappelijke naam van de soort is voor het eerst geldig gepubliceerd in 1894 door Steindachner.